# Batalla de Culloden
La batalla de Culloden (16 de abril de 1746) fue el choque final entre Jacobitas y partidarios de la Casa de Hanóver durante el levantamiento jacobita de 1745. Fue la última batalla librada en suelo británico hasta la fecha, y supuso para la causa jacobita, que defendía la restauración de la Casa de Estuardo en el trono británico, la derrota definitiva de la que nunca se recuperó.
Los Jacobitas, en su mayoría escoceses de las Tierras altas, apoyaban las pretensiones al trono de Carlos Eduardo Estuardo (conocido como Bonnie Prince Charlie o El joven pretendiente), hijo de Jacobo III. Se les oponía el ejército británico, liderado por el príncipe Guillermo Augusto, duque de Cumberland, hijo menor de Jorge II, miembro de la Casa de Hanóver.
Tras la batalla, la crueldad británica le valió a su general el apodo de "Cumberland el Carnicero". Carlos Estuardo huyó de Gran Bretaña y vivió en el exilio hasta que acabó sus días en Roma, completamente alcoholizado, y sin volver a intentar nunca hacerse con el trono. Las represalias civiles fueron también severas. Se promulgaron leyes para erradicar el sistema feudal de clanes en Escocia, e incluso las gaitas y la vestimenta tradicional de la zona fueron declaradas ilegales. Actualmente el campo de batalla ha sido inventariado y protegido por la Historic Scotland de acuerdo a la Scottish Historical Environment Policy (2009).

## Antecedentes
El Príncipe Carlos Eduardo Estuardo, conocido afectuosamente entre sus partidarios como "Bonnie Prince Charlie" o "El joven pretendiente", consiguió levantar un ejército compuesto principalmente por clanes de las Tierras altas con el que tomó Edimburgo y derrotó al Ejército Real estacionado en Escocia en la batalla de Prestonpans. Ante esta situación, el gobierno británico comenzó a repatriar algunas de las tropas desplegadas en Flandes contra el ejército francés para que se ocupasen de la rebelión Jacobita.
Tras una larga espera, Carlos persuadió a sus generales de que los jacobitas ingleses podían organizar una revuelta a nivel nacional, que sería apoyada por una invasión francesa. Bajo esta suposición, el ejército de cerca de 5.000 hombres invadió Inglaterra el 8 de noviembre de 1745, y avanzó a través de Carlisle y Mánchester hasta Derby, amenazando Londres. Esto llevó a Jorge II a planear el traslado del gobierno a Hanóver. Las fuerzas jacobitas se encontraron hasta ese momento con una resistencia casi testimonial. Sin embargo, los problemas se acumulaban para el joven Carlos: hubo muy poco apoyo por parte de la población civil hacia los Jacobitas, dos ejércitos bajo el mando del general George Wade y el Duque de Cumberland (conocido por los jacobitas como "El Seboso Alemán") se estaban aproximando, la invasión francesa se retrasaba, se estaba formando una milicia en Londres, y llegaron informes (ficticios) de un tercer ejército cerniéndose sobre ellos. El general jacobita Lord George Murray y el resto del Consejo de Guerra insistieron en volver grupas y regresar a Escocia para levantar un ejército mayor, y el 6 de diciembre de 1745 se inició la retirada, con el Príncipe dejando el mando a Murray.
Las fuerzas jacobitas alcanzaron Glasgow el 25 de diciembre, donde se reaprovisionaron y se les unieron algunos miles de hombres. Allí vencieron a las fuerzas comandadas por el general Henry Hawley cerca de Falkirk. El Duque de Cumberland llegó a Edimburgo el 30 de enero y tomó el mando del ejército en fuga, relevando a Hawley, tras lo cual marchó hacia el norte siguiendo la costa y recibiendo suministros por vía marítima. Reorganizó a sus fuerzas en Aberdeen, y pasó allí seis semanas sometiendo a sus tropas a un duro entrenamiento.
Mientras tanto, las fuerzas gubernamentales seguían presionando a Carlos, que se retiró hacia el norte, perdiendo hombres y fracasando en la captura del castillo de Stirling y Fort William. Carlos volvió a tomar el mando del ejército, insistiendo en adoptar una actitud defensiva.

## Los ejércitos enfrentados

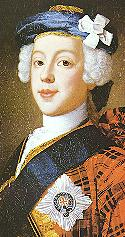
El joven pretendiente, Carlos III de Inglaterra y Escocia.

### Ejército jacobita
- Casi tres cuartas partes del ejército jacobita estaba formado por clanes de las Tierras altas, mientras el otro cuarto procedía de las Lowlands. La mayoría de los highlanders eran católicos, pero más de un tercio era de confesión episcopaliana.
- Todos los Lowlanders procedían del nordeste, al norte del Río Tay, y eran episcopalianos, de modo que estos sumaban un poco más de la mitad de las fuerzas totales; sin embargo, la presencia de los Lowlanders quedaba disimulada por su tendencia a vestir ropas de las Highlands, como si fuera una especie de uniforme jacobita.
- Tan solo un 20-25% de los highlanders estaban armados con espadas. Algunos tenían picas o hachas, y el resto usaban armas improvisadas o capturadas.
- Durante la invasión de Inglaterra, cerca de 300 episcopalianos ingleses de Mánchester formaron un regimiento, pero fueron dejados atrás para una acción de retaguardia en Carlisle.
- A finales de noviembre llegaron a Escocia algunos barcos franceses con 800 hombres de los Écossais Royaux (Royal Scots) y la Brigada Irlandesa, regimientos del ejército francés. Fueron un refuerzo bienvenido, ya que muchos highlanders habían vuelto a sus casas tras la victoria de Falkirk, y el ejército estaba muy mal aprovisionado y falto de raciones.
- El ejército jacobita que combatió en Culloden incluía hombres de los clanes Stuart, MacDonnell de Keppoch, MacDonnell de Glengarry, MacDonald del Clan Ranald, Cameron, Gordon, Fraser, MacLean, MacLeod, Ogilvy, Chisholm, MacLaren, MacBain, MacLachlan y la Confederación Chattan del Clan MacKintosh, Clan Farquharson,Clan MacIntery y el clan MacKenzie

### Ejército británico
El Ejército Británico bajo el mando de Cumberland, reunido y entrenado en Aberdeen, estaba bien abastecido. Incluía:
- Tres regimientos a caballo: los dragones del Clan Kerr protegían el flanco izquierdo, liderados por Lord Mark Kerr, jefe del clan. Seguramente incluían también algunos hanoverianos alemanes.
- Doce batallones a pie, dos tercios de los cuales eran ingleses. El tercio restante estaba compuesto de clanes escoceses de las Highlands y las Lowlands:
  - Un batallón y una milicia procedían casi en exclusiva de los highlanders del Clan Campbell. Otros highlanders que combatieron por el gobierno en la batalla de Culloden incluían a hombres del Clan Munro y el Clan Ross, que habían luchado antes por los británicos contra los franceses en la batalla de Fontenoy. También estaban presentes miembros de otros clanes, como el Sutherland y el Grant.
  - Tres batallones de lowlanders formaban como soldados de a pie y combatieron por el gobierno en Culloden. Formaban parte de los clanes Cathcart, Colville, Sempill, Kerr y Cunningham (estos últimos formando una batería de artillería). La mayoría de estos clanes se batieron formando regimientos mixtos, como el del regimiento de a pie de los Royal Scots, y algunos incluso bajo el nombre del oficial inglés al que servían, como el Regimiento Barrel de a pie.
- Otros muchos clanes de las Highlands, como los MacKay y los Gunn, se alinearon con el gobierno durante la revuelta, pero se les asignaron otras tareas militares. Por ejemplo, el Clan MacKay interceptó y capturó oro y suministros destinados al líder jacobita antes de la batalla.

## La batalla

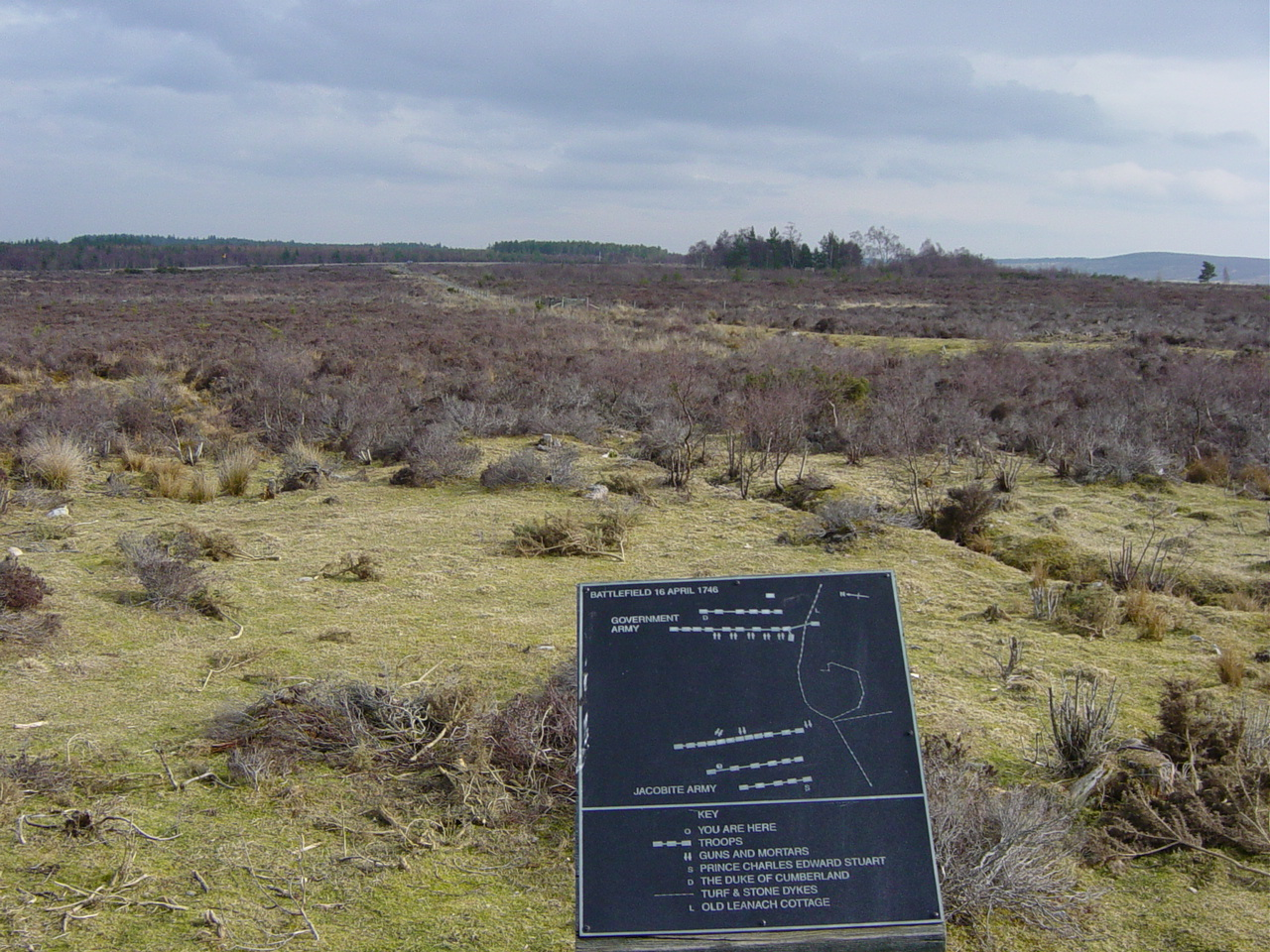
Vista del campo de batalla de Culloden desde las líneas iniciales jacobitas; en el cartel puede apreciarse la distribución de las fuerzas.

El Duque de Cumberland y su ejército de cerca de 8.000 hombres llegaron a Nairn el 14 de abril. Las fuerzas jacobitas, que sumaban un total aproximado de 5.400 hombres, dejaron su base de Inverness, con la mayor parte de sus suministros, y se reunieron a unos 8 km al este, cerca de Drummossie, a 19 km de Nairn. El Príncipe Carlos decidió tomar el mando directo de las tropas, y siguiendo el consejo de su ayudante general, el secretario O'Sullivan, ordenó combatir en una acción defensiva en el pantano de Drummossie, una franja de terreno pantanoso encerrada entre la amurallada Culloden al norte y los muros de Culloden Park al sur. Lord George Murray argumentó abiertamente que "no me gusta el terreno", y junto a otros oficiales superiores indicó que el áspero terreno era muy ventajoso para el duque: la superficie irregular dificultaba en extremo la famosa carga Highland que les había dado la victoria en batallas anteriores, y el terreno podía ser batido desde varios frentes por la superior artillería de los británicos. En vista de su inferioridad numérica y material, intentaron convencer al príncipe de que adoptase una campaña de guerrilla, pero este rehusó cambiar de opinión.
Además se dio el caso de que el 15 de abril, el ejército gubernamental celebraba el cumpleaños del Duque de Cumberland con una gran fiesta, incluyendo bebidas alcohólicas. Murray sugirió que intentasen repetir el éxito de Prestonpans ejecutando un ataque nocturno sobre el campamento británico. Pero los famélicos highlanders, que sólo habían comido un bizcocho seco cada uno durante todo el día, estaban aún a unos 3 km al despuntar el día, de modo que se vieron obligados a retroceder, y luego dispersarse en busca de comida y un poco de sueño en alguna zanja o cobertizo. Muchos de ellos yacían exhaustos en los terrenos alrededor de Culloden House a lo largo de la batalla.

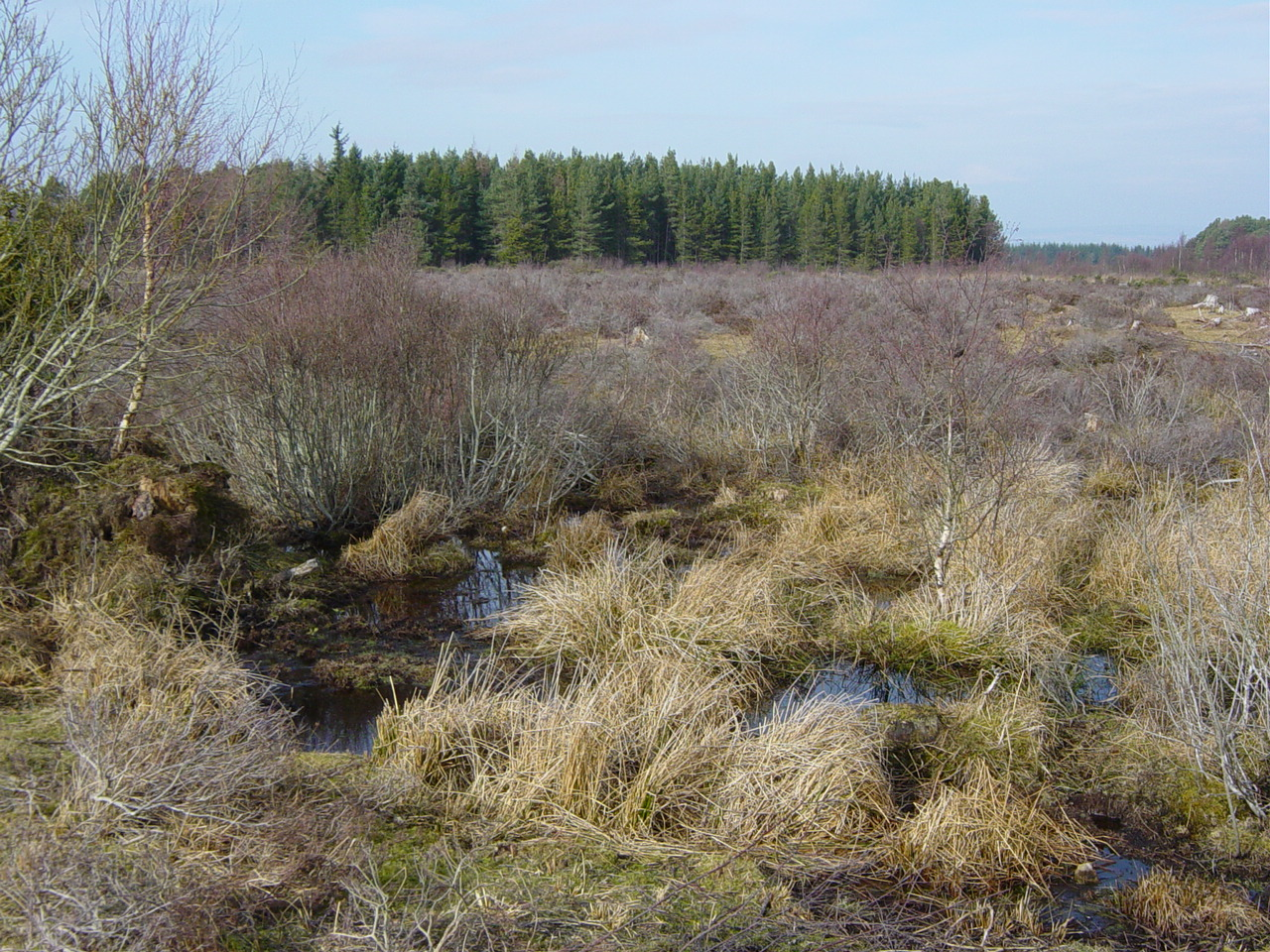
Marisma de Culloden, mirando de norte a sur, hacia el bosque de Culloden Park.

El 16 de abril temprano, el ejército gubernamental marchó desde Nairn, y los cañones jacobitas dieron la alarma (que no todos oyeron) con el fin de hacer formar a las tropas en dos líneas. La línea frontal de exhaustos soldados de a pie tenía los cañones disponibles formados en su centro y sus flancos. La segunda línea estaba constituida por los regimientos de caballería, agotados tras la marcha nocturna, y los regimientos escocés e irlandés del ejército francés. El tiempo era muy malo, con un frío viento arrojando llovizna en dirección a las caras de los jacobitas. Las fuerzas del Duque de Cumberland llegaron al campo de batalla hacia las 11 de la mañana y se desplegaron también en dos filas, frente a las jacobitas que les esperaban ya formados. El flanco izquierdo británico estaba apoyado en un bajo muro de piedra que corría a lo largo del campo que delimitaba con Culloden Park. Los dragones a caballo y la milicia se desplegaron más allá del muro, para infiltrarse por el parque y rodear el flanco jacobita. La artillería de Carlos, superada en número en proporción de tres a uno, abrió fuego primero, pero su número y la falta de artilleros experimentados hicieron que su impacto fuera escaso.

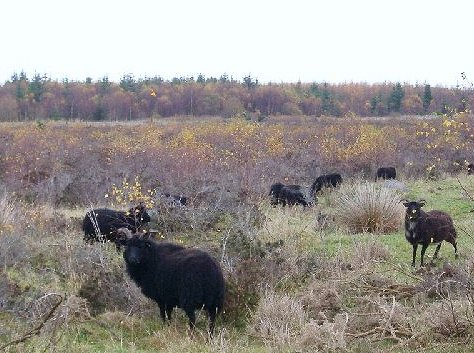
Otra vista de la marisma mirando de norte a sur. Puede apreciarse el muro sur justo en la línea de árboles.

Durante la primera media hora de la batalla, la artillería británica, superior en técnica y en número, se dedicó a machacar las líneas jacobitas prácticamente a placer, mientras Carlos, que se encontraba muy por detrás de sus fuerzas para no caer víctima del cañoneo enemigo, esperaba a que las fuerzas gubernamentales iniciaran su avance, firmemente decidido a luchar a la defensiva como pretendía. Inexplicablemente, le llevó casi treinta minutos darse cuenta de que Cumberland no tenía ninguna prisa por ponerse al alcance de una carga de la infantería highlander, y que parecía sentirse perfectamente a gusto dejando que su artillería hiciera el trabajo el máximo de tiempo posible. Para sus hombres, que mantenían la formación bajo el cañoneo británico, debieron ser treinta minutos larguísimos. De hecho, aunque el terreno blando de las marismas minimizaba las bajas, la moral de las tropas empezaba a decaer. Varios jefes de clan, furiosos por la falta de actividad, presionaron al Príncipe para que diera la orden de carga.
Cuando ésta llegó finalmente, los McDonald rehusaron cargar, molestos por haber sido desplegados en el flanco izquierdo prescindiendo de su tradicional derecho a formar al otro lado (cuando se combate con espada y escudo, hay mucha diferencia entre uno u otro flanco en una línea de batalla). El clan Chattan fue el primero en cargar, pero tropezaron con un área de terreno especialmente blanda y tuvieron que desviarse hacia la derecha, con lo que obstruyeron el avance de los regimientos que les seguían, y el ataque en general empezó a encajonarse hacia el muro sur. Los higlanders avanzaron hacia el flanco izquierdo de las tropas gubernamentales, recibiendo por el camino varias salvas de fuego de mosquete y artillería, que había pasado a disparar metralla.
A pesar de todo, una gran cantidad de jacobitas lograron llegar hasta las filas gubernamentales. Sin embargo, a diferencia de batallas anteriores, su carga fue descoordinada, con lo que llegaron en grupos pequeños y dispersos. La recientemente introducida bayoneta, sumada a las semanas de entrenamiento que Cumberland había forzado a su ejército, permitieron a los británicos repeler la mayoría de los ataques. Tan sólo un empuje especialmente fuerte logró sobrepasar la primera línea, pero fue detenido y aplastado por las tropas de la segunda línea de Cumberland.
Un capitán del regimiento de Munro relató después: "En medio de esta acción, el oficial al mando de los Camerons me lanzó un grito pidiendo cuartel, que rehusé, y reté al bribón rebelde a que avanzase. Lo hizo, y me disparó, pero providencialmente falló. Le dejé seco de un tiro, y me quedé su pistola y su dirk."
Mientras proseguía el ataque, una pequeña fuerza de tropas gubernamentales había roto el muro del parque, y la milicia de Campbell avanzó sin ser vista, para luego usar el muro como parapeto y abrir fuego de flanco contra las líneas jacobitas. Sumado al tiroteo brutal que les llegaba del frente, y amenazados por la caballería a la que podían ver desplegada en orden de combate tras la primera línea británica, obligó a los jacobitas a retroceder. El Duque ordenó entonces cargar a su caballería contra las fuerzas en fuga, pero el pequeño contingente irlandés y escocés de tropas regulares cubrió la retirada, reduciendo las bajas.
En poco más de 60 minutos, el duque de Cumberland había cosechado una victoria aplastante. Cerca de 1.250 jacobitas habían muerto, una cantidad similar yacían heridos en el campo de batalla, y 558 fueron hechos prisioneros. A cambio, las fuerzas de Cumberland habían sufrido 52 muertos y 259 heridos.

## Tras la batalla

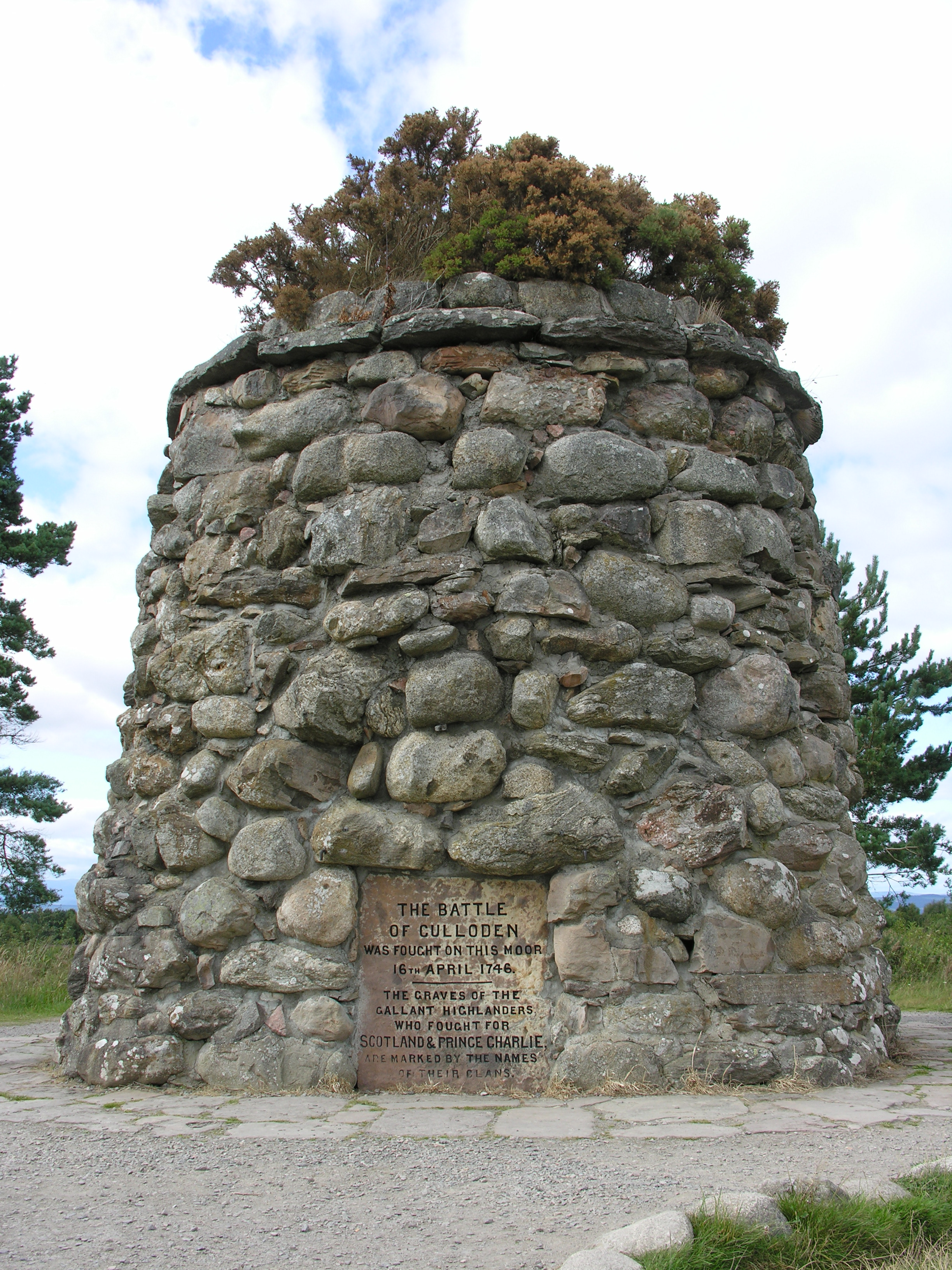
Memorial de la batalla ubicado en Culloden.

Tras la victoria, Cumberland ordenó a sus hombres la ejecución de todos los jacobitas heridos y prisioneros, un acto por el que fue conocido desde entonces como "Cumberland el Carnicero". Se respetó la vida de los prisioneros de más alto rango, que fueron juzgados y ejecutados posteriormente en Inverness.
Tras la derrota en la Batalla de Culloden en abril de 1746 durante el último levantamiento jacobita, el príncipe Carlos III de Inglaterra y Escocia, con 25 años de edad, y un reducido regimiento, lograron escapar hacia el norte y navegaron por el Mar de las Hébridas, mientras se ofrecían 30.000 £ por la captura del príncipe. Viajaron a la isle de Uist, donde el capitán Malcolm Macleod lo trasladó a la isla de Elgol a casa de su hermana, casada con el capitán John MacKinnon, afín a la causa jacobita.
Junto con otros miembros de su familia, John MacKinnon llevó al príncipe hasta Mallaig, donde se encontró ante las tropas enemigas del gobierno. A punto de ser capturados, Carlos, John y un reducido grupo de sus seguidores lograron escapar a la Isla de Skye, refugiándose en la casa de Angus Macdonald de Borrodale. Estando el príncipe bajo su protección, John McKinnon dio por terminada su labor. Según Robin Nicholson, director de la empresa de licor Drambuie Sociedad Limitada, el príncipe, que había perdido todos los bienes, le obsequió como premio a la lealtad con la receta de su eau de vie ("agua de vida"), nombre equivalente en francés del término gaélico uisce beatha que daría lugar al término inglés whisky. El regalo del príncipe fue conservado por la familia MacKinnon, que elaboraron distintas variaciones de la receta original, haciéndose conocida en la zona como dram buidhe (en gaélico, la bebida amarilla) o an Dram Buidheach (en gaélico, la bebida que satisface), conocida en castellano como drambuie.
Carlos logró finalmente huir a Francia en una dramática aunque humillante fuga disfrazado como doncella de Flora Macdonald, tras sobrevivir durante cinco meses en Escocia. Tras esto pasó el resto de su vida refugiado en distintas cortes reales europeas. John volvió entonces a Skye, donde él y Iain Dubh, el cacique de clan, así como Flora Macdonald y otros jacobitas fueron detenidos finalmente y encarcelados en Londres a la espera del juicio. Sin embargo, dos años más tarde, fueron liberados y devueltos a casa, donde encontraron que sus propiedades habían sido abandonadas por la familia en su huida.
Inmediatamente después de la batalla, Cumberland entró a caballo en Inverness con la espada desenvainada y aún manchada de sangre, un gesto simbólico y muy amenazador. Al día siguiente, la matanza continuó cuando se enviaron patrullas de vuelta al campo de batalla para acabar con cualquier posible superviviente. Las fuentes contemporáneas indican que murieron 70 jacobitas más. Por orden de Cumberland se vaciaron las cárceles de presos británicos, a fin de dejar sitio a los simpatizantes jacobitas. Muchos fueron llevados al sur hacia Londres, donde fueron juzgados por alta traición en Berwick, York y el mismo Londres. Se realizaron ejecuciones indiscriminadas, matando a un acusado de cada veinte. En total, 3.470 jacobitas y simpatizantes fueron arrestados tras la batalla de Culloden. De ellos, 120 fueron ejecutados, 88 murieron en prisión, 936 fueron deportados a las colonias como esclavos y 222 se desvanecieron sin dejar rastro dentro del sistema judicial británico. Aunque casi todos los demás fueron liberados en un momento u otro, se desconoce el destino final de casi 700 de ellos. Cumberland se mostró también inmisericorde con los desertores de su propio ejército: 36 a los que capturó posteriormente fueron ejecutados de forma sumaria.

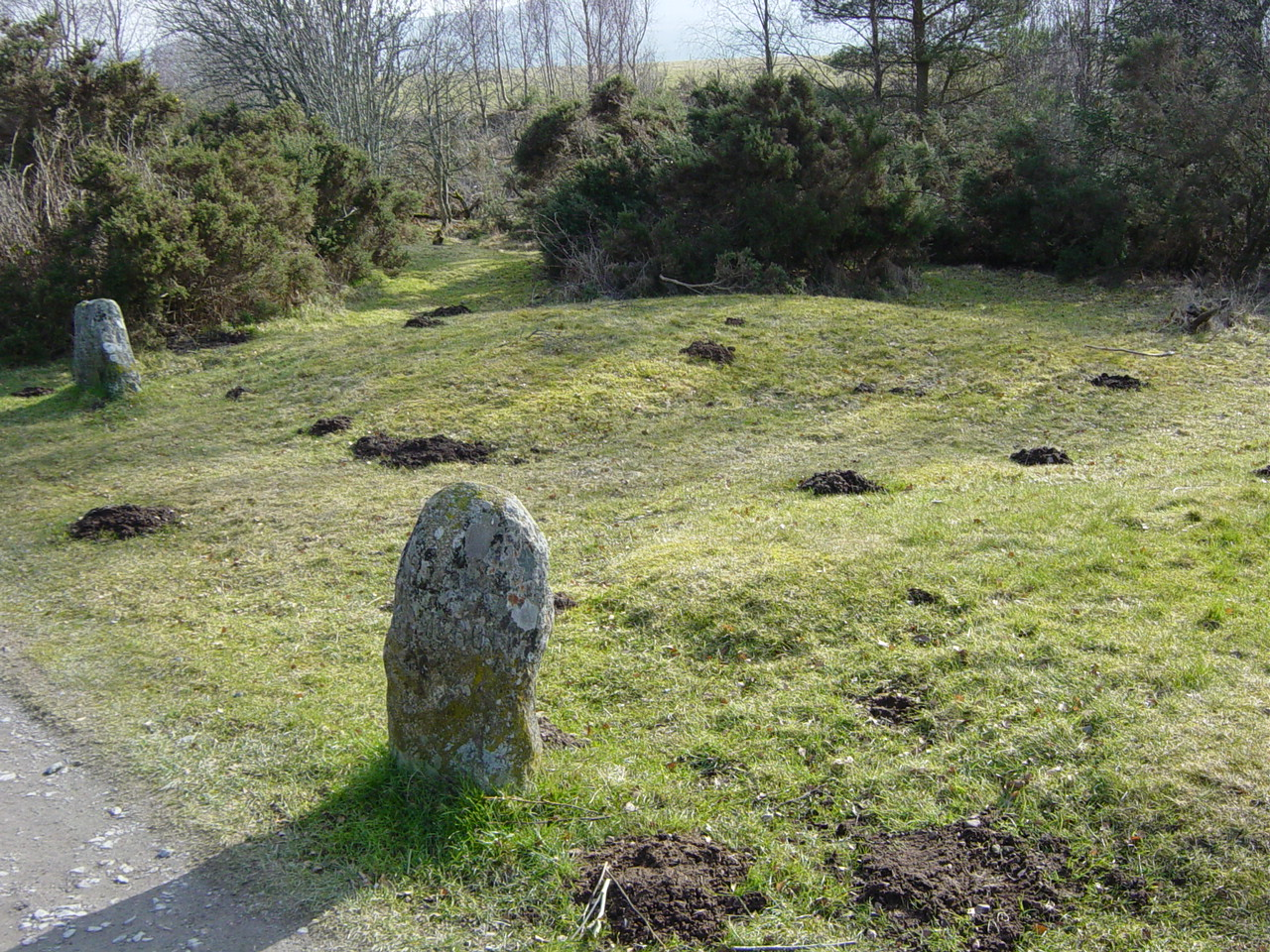
Algunas de las Tumbas de los Clanes, fosas comunes donde se enterró a los Highlanders caídos en la batalla.

En contraste con el tratamiento despiadado mostrado hacia los miembros de los clanes, a los destacamentos de soldados provenientes del ejército francés se les permitió una rendición formal, fueron bien tratados y acabaron por ser devueltos a Francia. Fueron considerados como soldados regulares de un monarca extranjero, y por ello sujetos a las prácticas normales de la guerra. Los jacobitas capturados, en cambio, eran considerados traidores al rey y tratados como tales, incluso a pesar de que la mayoría no tenían otra opción que seguir las órdenes del jefe de su clan.
Los ataques contra los simpatizantes jacobitas prosiguieron durante los meses siguientes también en el terreno legal: se destruyó el sistema de clanes mediante el Acta de Proscripción, desarmándolos y prohibiendo el kilt y el tartán; el Acta de Abolición de Tenencias acabó con el lazo feudal de servicio militar entre miembros del clan; el Acta de Jurisdicciones Hereditarias canceló el poder soberano de los jefes sobre los miembros de su clan; se prohibió la religión episcopaliana (la católica ya lo estaba); se destinaron tropas del gobierno a la región, que construyeron nuevos cuarteles y carreteras para facilitar el control de la población, añadiéndolos a los ya construidos por el Major General George Wade tras la sublevación de 1715. La prohibición de llevar kilt y tartán se mantuvo, excepto para los regimientos escoceses sirviendo en el ejército británico, así como la prohibición de usar gaitas, que fueron consideradas como armas de guerra.

## Orden de batalla

### Ejército jacobita
(aproximadamente 5.400 hombres)
- Comandante del ejército - Príncipe Carlos Eduardo Estuardo

- Primera línea - 3.810 hombres
  - Ala derecha - 1.150 hombres (Lord George Murray, hermano del jefe del Clan Murray)
    - Regimiento de los Atholl Highlanders - 500 hombres (William Murray Lord Nairne)
    - Regimiento del Clan Cameron - 400 hombres (Donald Cameron de Lochiel, líder de facto del Clan Cameron)
    - Regimiento del Clan Stewart de Appin - 250 hombres (Charles Stewart de Ardshiel, tío del jefe del Clan Stewart de Appin)

  - Centro - 1.760 hombres (Lord John Drummond)
    - Regimiento de los Frasers de Lovat - 400 hombres (Charles Fraser de Inverallochy y el General Simon Fraser, Señor de Lovat)
    - Regimiento de la Confederación de Chattan - 350 hombres (Alexander MacGillivray de Dunmaglass, jefe del Clan MacGillivray, en nombre de Lady Anne Farquharson MacIntosh, "Colonel Anne", esposa del jefe del Clan MacKintosh, Capitana del Clan Chattan e hija de John Farquharson de Invercauld)
    - Regimiento del Clan Farquharson - 250 hombres (James Farquharson de Balmoral, "Balmoral el Valiente")
    - Regimiento del Clan MacLachlan y el Clan MacLean - 290 hombres (Lachlan MacLachlan de MacLachlan, jefe del Clan MacLachlan y ayudante de campo del Príncipe, con Charles MacLean de Drimnin como segundo al mando)
      - Unidad del Clan MacLeod - 120 hombres (Malcolm MacLeod de Raasay) - anexado al regimiento de los clanes MacLachlan y MacLean

    - Regimiento de Edimburgo - 200 hombres (John Roy Stewart)
    - Regimiento del Clan Chisholm - 150 hombres (Roderick Chisholm de Comar, hijo del jefe del Clan Chisholm)

  - Ala izquierda - 900 hombres (James Drummond, 3.º Duque de Perth, Jefe del Clan Drummond)
    - Clan MacDonald del Clan Ranald - 200 hombres (Ranald MacDonald del Clan Ranald, "Young Clanranald", hijo del jefe del Clan MacDonald del Clan Ranald)
    - Regimiento del Clan MacDonnell de Keppoch - 200 hombres (Alexander MacDonnell de Keppoch, jefe del Clan MacDonnell de Keppoch)
    - Regimiento del Clan MacDonnell de Glengarry - 420 hombres (Donald MacDonnell de Lochgarry)
      - Unidad del Clan Grant de Glenmorriston - 80 hombres (Alexander Grant de Corrimony) - anexado al regimiento del Clan MacDonnell de Glengarry
- Segunda línea - 1.190 hombres (teniente coronel Walter Stapleton)
  - Regimiento del Clan Ogilvy Angus (Lord David Ogilvy, hijo del jefe del Clan Ogilvy)
  - 1.er regimiento del Clan Gordon (Lord Lewis Gordon, hermano del jefe del Clan Gordon)
  - 2o regimiento del Clan Gordon (John Gordon de Glenbucket)
  - Regimiento del Duque de Perth (Mando desconocido)
  - Regiment Eccosais Royeaux (Lord Louis Drummond)
  - Regimiento de Piqueros Irlandeses (Mayor Summan)
- Tercera línea - 400 hombres
  - Regimiento de Kilmarnock (William Boyd, 4.º conde de Kilmarnock, jefe del Clan Boyd)
  - Regimiento de Pitsligo (Alexander barón Forbes de Pitsligo)
  - Regimiento Baggot (Mando desconocido)
  - Lord Elcho's Horse (David Wemyss lord Elcho, hijo del jefe del Clan Wemyss)
  - Life Guards (Mando desconocido)
  - FitzJames's Horse (Sir Jean McDonell)
- Artillería (Mando desconocido)
  - 2 cañones de dos libras
  - 3 cañones de cuatro libras
  - 3 cañones de seis libras

Nota 1: De los comandantes listados arriba:
- Donald Cameron de Lochiel, líder de facto del Clan Cameron, resultó herido y tuvo que ser evacuado del campo;
- Charles Fraser de Inverallachie resultó mortalmente herido;
- Alexander MacGillivray de Dunmaglass, jefe del Clan MacGillivray, fue muerto, con todos excepto tres de los oficiales del regimiento del Clan Chattan;
- Lachlan MacLachlan de MacLachlan, jefe del Clan MacLachlan, resultó muerto;
- Charles MacLean de Drimnin cayó, junto con dos de sus hijos;
- James Drummond, 3.er Duque de Perth y jefe del Clan Drummond, fue herido de gravedad - le sacaron del campo de batalla, pero murió durante su huida a Francia;
- Alexander MacDonell de Keppoch, jefe del Clan MacDonell de Keppoch, resultó muerto.

Otras personas de renombre en el bando jacobita que resultaron muertas en Culloden fueron:
- William Drummond de Machany, 4.º Vizconde de Strathallan;
- Robert Mercer de Aldie, oficial del regimiento de los Atholl Highlanders;
- Gillies Mhor MacBean de Dalmagerry, que lideraba a los MacBeans del regimiento del Clan Chattan.

Nota 2: En Culloden lucharon (y murieron) muchos más clanes de los que parece por el orden de batalla.
El regimiento de los Atholl Highlanders (también conocido como la Brigada de Atholl) estaba compuesto en gran parte por miembros de los clanes Murray, Ferguson, Stewart de Atholl, Menzies y Robertson.
Así mismo, los regimientos de los clanes no estaban definidos tan claramente como sugieren sus nombres. Debe tenerse en cuenta que:
- en el regimiento del Clan Cameron había también miembros de los clanes MacFie y MacMillan;
- el regimiento del Clan Stewart de Appin Regiment estaba formado no solo por miembros del Clan Stewart de Appin, sino también de los clanes MacLaren, MacColl, MacInnes, MacIntyre y Livingstone;
- el regimiento del Clan Chattan estaba formado mayoritariamente por miembros de los clanes MacIntosh, MacGillivray y MacBean, pero también incluía a miembros de los clanes MacKinnon y MacTavish, que no eran parte de la Confederación de clanes Chattan;
- el regimiento del Clan MacDonnell de Keppoch Regiment incluía además del Clan MacDonnell de Keppoch, a miembros de los clanes MacDonald de Glencoe (también conocido como Clan MacIan), MacGregor y MacIver;
- el regimiento de Angus de Lord Ogilvy consistía principalmente en miembros de los clanes Ogilvy y Ramsay;
- el regimiento del duque de Perth consistía principalmente en miembros del Clan Drummond;
- el regimiento de Kilmarnock consistía principalmente en miembros del Clan Boyd;
- el regimiento de Pitsligo consistía principalmente en miembros del Clan Forbes;
- y Lord Elcho's Horse estaba formado principalmente por miembros del Clan Wemyss.

### Ejército gubernamental británico
- Comandante del ejército - Príncipe Guillermo Augusto, Duque de Cumberland.

- Primera línea - Earl de Abermale:
  - Dragones de Kerr (protegiendo el flanco izquierdo, liderados por Lord Mark Kerr, jefe del Clan Kerr);
  - 4.º Regimiento de a pie (Barrell's 4th, King's Own) (liderados por Lord Robert del Clan Kerr);
  - 37.º Regimiento de a pie, de Lord Munro (liderados por el Coronel Dejean);
  - 21.er Regimiento de a pie, del Clan Campbell (liderados por Charles, jefe del Clan Colville);
  - 14º Regimiento de a pie (liderados por Price);
  - 34.º Regimiento de a pie (Cumberland) (liderados por Cholmondley);
  - Los Royal Scots (liderados por Charles Cathcart del Clan Cathcart, y James Sinclair del Clan Sinclair).

- Segunda línea  - Mayor General John Huske:
  - 25.º Regimiento de a pie, del Clan Sempill (liderados por Hugh, líder del Clan Sempill);
  - 8.º Regimiento de a pie, liderados por el teniente coronel James Wolfe;
  - 20.º Regimiento de a pie, liderados por Bligh;
  - 48.º Regimiento de a pie, liderados por Conway;
  - 36.º Regimiento de a pie, liderados por Fleming;
  - 3.º Regimiento de a pie, liderados por Howard.

- Tercera línea - Brigadier General John Mordaunt:
  - 27.º Regimiento de a pie, de Irlanda, liderados por Blakeney;
  - 62.º Regimiento de a pie, liderados por Battereau;
  - 13.º Regimiento de a pie, liderados por Pulteney;
  - Artillería Real, liderada por Cunningham del Clan Cunningham:
    - 10 cañones de 3 libras;

  - Milicia del Clan Campbell, liderados por el Coronel Jack Campbell;
  - Dragones de Cobham;
  - Regimiento a Caballo de Kingston.

Nota: De los oficiales británicos presentes, Lord Robert Kerr resultó muerto. El Coronel Rich, que servía en el 4.º Regimiento de a pie, perdió su mano izquierda y fue herido de gravedad en la cabeza por un espadachín jacobita. Algunos capitanes y tenientes sufrieron heridas de diversa consideración.
Nota 2: La mayoría de bajas sufridas por los británicos se dieron en el 4.º Regimiento de a pie. De los 438 hombres presentes en el campo, 17 fueron muertos y 108 heridos.

## En la cultura popular
- La banda argentina Sumo hizo una canción titulada «Crua Chan», que relata a la perfección el desarrollo de la batalla. La obra fue compuesta por el angloitaliano Luca Prodan, líder de la banda, que tuvo conocimiento de la batalla en sus años de estudiante en el exclusivo colegio Gordonstoun en Escocia.
- El tema "My bonnie (lies over the ocean)" que Tony Sheridan grabó con The Beatles para la casa Polydor en Alemania en junio de 1961 se refiere al joven aspirante al trono británico Bonnie Prince Charles. La canción la grabó Ray Charles en 1958 y Duanne Eddy grabó una versión instrumental con el título "Bonnie came back".
- En la serie "Outlander", la trama se centra varias veces en el punto de rebelión de los jacobitas y en dicha batalla.